# Campionato Sammarinese 2006-2007

## Fase a gironi

### Girone A
|  |    | Classifica 2006-07 | Pt | G  | V  | N | P  | GF | GS | DR  |
|  | -- | ------------------ | -- | -- | -- | - | -- | -- | -- | --- |
|  | 1. | Tre Fiori          | 49 | 20 | 16 | 1 | 3  | 45 | 17 | +28 |
|  | 2. | La Fiorita         | 36 | 20 | 11 | 3 | 6  | 38 | 23 | +15 |
|  | 3. | Pennarossa         | 34 | 20 | 10 | 4 | 6  | 30 | 24 | +6  |
|  | 4. | Virtus             | 30 | 20 | 9  | 3 | 8  | 35 | 30 | +5  |
|  | 5. | Tre Penne          | 30 | 20 | 9  | 3 | 8  | 30 | 26 | +4  |
|  | 6. | Cosmos             | 22 | 20 | 6  | 4 | 10 | 34 | 42 | -8  |
|  | 7. | Cailungo           | 12 | 20 | 2  | 6 | 12 | 19 | 42 | -23 |

### Girone B
|  |    | Classifica 2006-07 | Pt | G  | V  | N | P  | GF | GS | DR  |
|  | -- | ------------------ | -- | -- | -- | - | -- | -- | -- | --- |
|  | 1. | Libertas           | 43 | 21 | 14 | 1 | 6  | 57 | 26 | +31 |
|  | 2. | Domagnano          | 42 | 21 | 12 | 6 | 3  | 42 | 20 | +22 |
|  | 3. | Murata             | 38 | 21 | 11 | 5 | 5  | 45 | 21 | +24 |
|  | 4. | Folgore            | 33 | 21 | 9  | 6 | 6  | 32 | 32 | 0   |
|  | 5. | Faetano            | 24 | 21 | 7  | 3 | 11 | 27 | 46 | -19 |
|  | 6. | Juvenes/Dogana     | 23 | 21 | 6  | 5 | 10 | 28 | 39 | -11 |
|  | 7. | San Giovanni       | 13 | 21 | 4  | 1 | 16 | 27 | 61 | -34 |
|  | 8. | Fiorentino         | 6  | 21 | 1  | 3 | 17 | 23 | 63 | -40 |

## Play-off
Ai play-off si qualificano le prime tre squadre di ogni girone.
- Primo Turno

Si affrontano le seconde e le terze classificate dei due gironi
 La Fiorita- Murata 0-4 
 Domagnano- Pennarossa 3-3 rig.: 3-2
- Secondo Turno

Si affrontano le vincitrici dei due gironi con le vincenti del primo turno
 Tre Fiori- Domagnano 3-0
 Libertas- Murata 2-1
- Terzo Turno

Si affrontano i perdenti del primo turno contro i perdenti del secondo. Gli sconfitti vengono eliminati
 Domagnano- La Fiorita 1-1 rig.: 10-9
 Murata- Pennarossa 3-0
- Quarto Turno

Si affrontano le vincenti del secondo turno. Chi vince approda in finale, chi perde in semifinale
 Tre Fiori- Libertas 1-0
Si affrontano le vincenti del terzo turno. Chi vince approda in semifinale, chi perde viene eliminato
 Domagnano- Murata 0-4
- Semifinale

 Libertas- Murata 0-5
- Finale

 Tre Fiori- Murata 0-4